# Pfarrhaus (Ebratshofen)

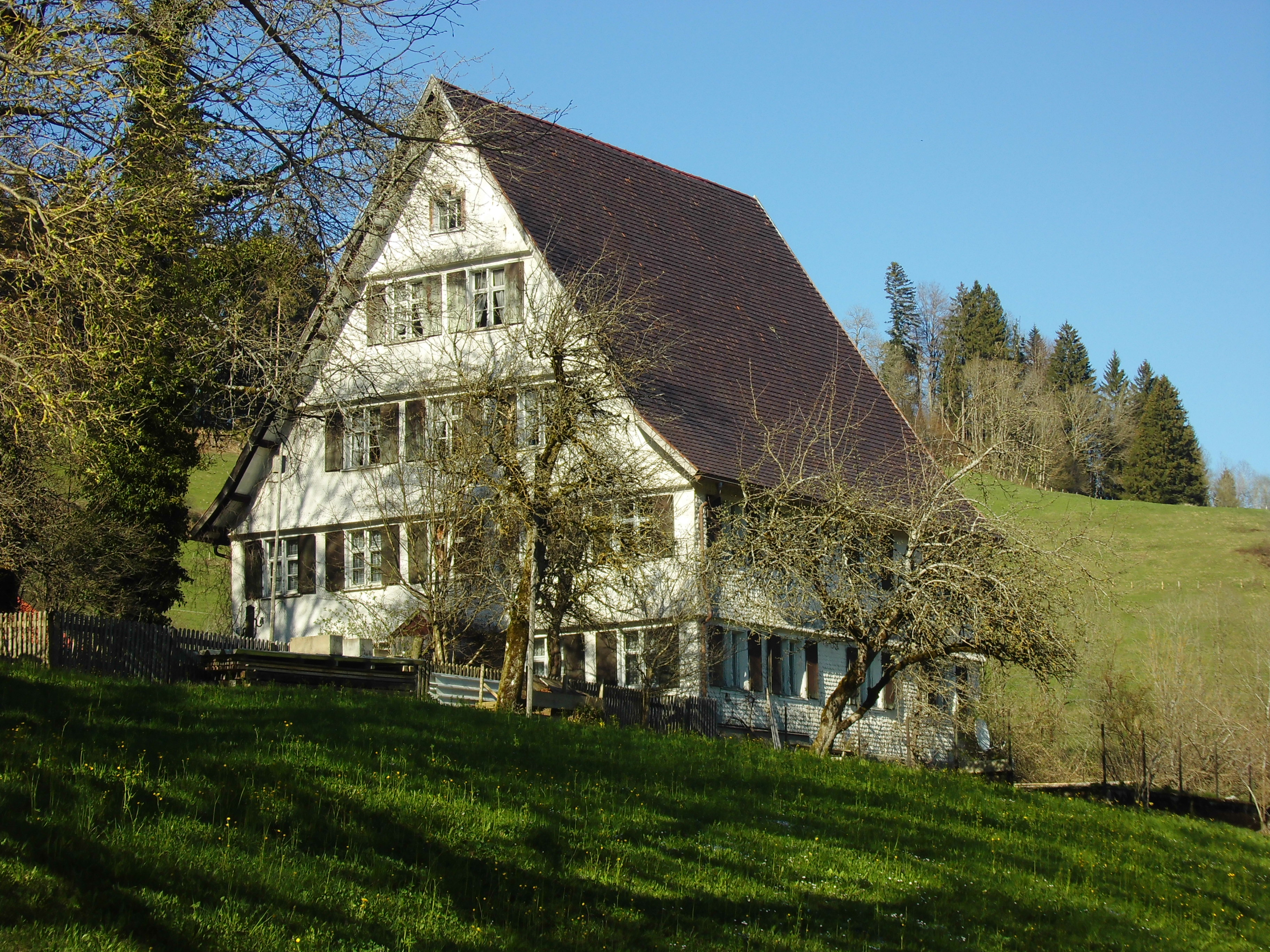
Pfarrhaus in Ebratshofen

Das Pfarrhaus in Ebratshofen, einem Gemeindeteil von Grünenbach im schwäbischen Landkreis Lindau (Bayern), wurde um 1740/50 errichtet. Das Pfarrhaus  mit der Adresse Ebratshofen 19 ist ein geschütztes Baudenkmal.
Der zweigeschossige Giebelbau mit Steildach steht direkt neben der katholischen Pfarrkirche St. Elisabeth.